# Warrenton (Virgínia)
Warrenton és una població dels Estats Units a l'estat de Virgínia. Segons el cens del 2000 tenia 6.670 habitants.

## Demografia
Segons el cens del 2000, Warrenton tenia 6.670 habitants, 2.683 habitatges, i 1.591 famílies. La densitat de població era de 607,4 habitants per km².
Dels 2.683 habitatges en un 28,7% hi vivien nens de menys de 18 anys, en un 41,6% hi vivien parelles casades, en un 14,5% dones solteres, i en un 40,7% no eren unitats familiars. En el 33,7% dels habitatges hi vivien persones soles el 13,2% de les quals corresponia a persones de 65 anys o més que vivien soles. El nombre mitjà de persones vivint en cada habitatge era de 2,33 i el nombre mitjà de persones que vivien en cada família era de 3,01.
Per edats la població es repartia de la següent manera: un 23,9% tenia menys de 18 anys, un 6,7% entre 18 i 24, un 31% entre 25 i 44, un 21% de 45 a 60 i un 17,5% 65 anys o més.
L'edat mediana era de 38 anys. Per cada 100 dones de 18 o més anys hi havia 77,8 homes.
La renda mediana per habitatge era de 50.760 $ i la renda mediana per família de 59.744 $. Els homes tenien una renda mediana de 40.405 $ mentre que les dones 31.689 $. La renda per capita de la població era de 23.552 $. Entorn del 6,7% de les famílies i el 9,3% de la població estaven per davall del llindar de pobresa.

## Poblacions més properes
El següent diagrama mostra les poblacions més properes.